# Politiek revisionisme
Politiek revisionisme (Engels: revanchism, Frans: revanchisme) is een politieke stroming binnen een land die herziening (revisie) van bepaalde verdragen en internationale afspraken wil.
Meestal is politiek revisionisme afkomstig uit rechtse en/of extreemrechtse hoek. In veel gevallen vindt revisionisme echter wel een zeer breed draagvlak. Men vindt een verdrag "oneerlijk" en wil dat dit herzien wordt, vaak goedschiks of desnoods kwaadschiks. Veel heersers hebben liever een vreedzame verhouding met hun buren, maar kunnen het politiek niet aan hun achterban verkopen zich niet revisionistisch op te stellen. Het Internationaal Gerechtshof in Den Haag kan bemiddelen tussen landen.

## Eerste Wereldoorlog
De verdragen na de Eerste Wereldoorlog veroorzaakten een heksenketel van revisionisme, met name bij de voormalige Centrale mogendheden. In Oostenrijk, Duitsland, Hongarije en Bulgarije ontstonden grote revisionistische stromingen met betrekking tot afgestane gebieden. Een van de harde eisen voor de Duitse Hereniging in 1990 was de Duitse erkenning van de Oder-Neissegrens. Aangezien ten oosten hiervan vrijwel geen Duitsers meer wonen, is de kans op hernieuwd Duits revisionisme zeer klein.

## Nederland
Aangezien de Nederlandse grenzen vast liggen sinds de Belgische onafhankelijkheid in 1831, heeft Nederland niet veel te maken met buitenlands of binnenlands revisionisme. In 1919 was er een opflakkering van het Belgische nationalisme waarbij de aanhechting van onder andere het Nederlandse deel van Limburg werd geëist; pas in 1939 werd beslist dat dit deel van Limburg bij Nederland zou blijven. Ook Nederland heeft na de Tweede Wereldoorlog kleine stukken van Duitsland geannexeerd. Deze gebieden zijn inmiddels weer (vrijwel) volledig aan de Bondsrepubliek Duitsland overgedragen. Van een Duitse revisionistische beweging was hierbij echter weinig sprake.
Verder is er de Heel-Nederlandse beweging, pogingen voor aanhechting met België, Luxemburg en Frans Vlaanderen. De eerste twee behoorden tussen 1815 en 1830 tot het Verenigd Koninkrijk der Nederlanden en daarvoor al tot het cultureel-historisch gebied der Lage Landen, de laatste komt neer op door Frankrijk geannexeerd gebied, ten tijde van Lodewijk XIV van Frankrijk. Wat betreft andere vroeger Nederlandstalige gebieden aan de Duitse Nederrijn zijn er zelden serieuze pogingen gedaan (hetzij dan in het kader van het Bakker-Schut plan).

## Recente affaires
Op dit moment heeft Rusland te maken met Chinees (Toeva, delen van Siberië) en Japans revisionisme (de Koerilen). Bolivia, dat in de Salpeteroorlog de toegang tot de zee verloor, hoopte lange tijd op teruggave. Argentinië heeft ooit kort de Falklandeilanden (Islas Malvinas) in bezit gehad en streeft ook na de verloren Falklandoorlog nog naar terugwinning van deze eilanden.
Brexit was een voorbeeld van revisionisme.
Groot-België · Groot-Nederland · Heel-Nederland · Pangermanisme · Rattachisme

Zie ook: Prinsenvlag · Politiek revisionisme